# TALKING HITS EP
「TALKING HITS EP」（トーキング・ヒッツEP）は、2017年10月4日にYOU'LL RECORDSから発売されたゆるめるモ!の5枚目のシングル。

## 概要
シングルとしては「孤独と逆襲EP」から約7ヶ月ぶりとなる作品。結成からちょうど5周年となる10月4日にリリースされた5周年記念シングル。新曲3曲に加え、各曲のインストゥルメンタルを収録。
本作には後藤まりこ、本作がリリースされた2017年のツアーでバンドメンバーだったオータケハヤトからの提供楽曲に加え、初となるメンバーが作詞した楽曲が収録されている。
本作のリリース日には渋谷WWWにて「ゆるめるモ！5周年記念シングル｢TALKING HITS EP｣リリースパーティー」を開催され、あっこゴリラ、西村ひよこちゃん、元マネージャーでラッパーの加藤真弓らが出演した。また、来場者には本作CDとプロデューサーの田家による本作のセルフライナーノーツが無料で配布された。
ジャケットはTalking Headsの「Remain In Light」のオマージュとなっている。デザインはDie。
「ディスコサイケデリカ」でキャッチーな感じにできたため、4人の顔シリーズとしてこのオマージュが採用された。ジャケット案は20パターンほどあったといい、作品タイトル自体の案もそれに合わせて「TALKING DOTS」「TALKING HEATS」「BURNING HEADS」「TALKING PETS」など多数存在していた。
タイトルに特に意味はないが、響きがキャッチーだったこと、ゆるめるモ！のMVによく出演しているDan Cervi(ネイティブのイギリス人)に見せたところ「意味はよくわからないけど何か良いこと(something good)についてトークしてる感じがしてクールだ」と評されたことに加え、そろそろ本当にヒットを飛ばしたい、ずっと語り継がれるようなヒット曲になればとの願いを込めて「TALKING HITS」というタイトルに決定した。別タイトルでのジャケット案は雑誌の広告などで使用されている。
CDの帯文は「新しい波(ニューウェーブ)は、このシングルから始まる。永遠に語り継ぎたいポップヒッツ〈トーキング・ヒッツ〉。それはゆるめるモ！による、退屈と怒りの戦いの記録。」。

## 収録曲
1. NEW WAVE STAR
[作詞：ゆるめるモ！/作曲：田家大知/編曲：田家大知・安原兵衛]
2. あ！世界は広いすごい
[作詞：小林愛/作曲・編曲：オータケハヤト]
3. 永遠の瞬間
[作詞・作曲：後藤まりこ/編曲：ハシダカズマ(箱庭の室内楽)]
4. NEW WAVE STAR(Instrumental）
5. あ！世界は広いすごい(Instrumental）
6. 永遠の瞬間(Instrumental）

## 参加ミュージシャン
- 作曲 - 田家大知(1)、オータケハヤト(2)、後藤まりこ(3)
- 作詞 - ゆるめるモ！(1)、小林愛(2)、後藤まりこ(3)
- 編曲 - 安原兵衛(1)、オータケハヤト(2)、ハシダカズマ(箱庭の室内楽)(3)
- 全楽器 - 安原兵衛(1)
- プログラミング - オータケハヤト(2)、ハシダカズマ(3)
- ギター - オータケハヤト(2)、あの(3)、後藤まりこ(3)
- ベース - オータケハヤト(2)
- ドラム - オータケハヤト(2)